# Лех Володимир Іванович
Володи́мир Іва́нович Лех (нар. 30 квітня 1984, смт Дружба Теребовлянського району Тернопільської області, Україна) — український журналіст, редактор, телеведучий. Директор телеканалу «Рада» (17 листопада 2014 - 17 листопада 2020 р.).

## Життєпис
Навчався у Теребовлянській ЗОШ № 1 (закінчив на відмінно). У 1999 році вступив до Тернопільського технічного коледжу ТДТУ імені І. Пулюя на спеціальність «Менеджмент організації», а 2003-го почав навчатися на факультеті економіки та управління в Тернопільському державному технічному університеті, який закінчив із відзнакою.
У 17 років, навчаючись у коледжі, переміг у кастингу ведучих на тернопільському телеканалі "ТТБ". У 2003 працював журналістом рекламного відділу та новин на ТТБ.
У 2003—2008 — журналіст, ведучий новин та авторських програм на телеканалі «TV-4». У 2006—2007 — позаштатний кореспондент телеканалу «Інтер». Співпрацював з каналами "ICTV", "24 канал". Був співведучим Всеукраїнського телемарафону з Президентом України В.Ющенком.
У 2008—2013 — головний редактор, ведучий новин, авторських програм телеканалу «Рада».
У 2013 році очолив прес-службу Тернопільської ОДА, але в березні 2014-го звільнився і повернувся працювати на телеканал «Рада». 17 листопада 2014 року розпорядженням Керівника Апарату Верховної Ради України призначений директором телеканалу "Рада". 
У 2018 році закінчив Київський Національний університет культури і мистецтв за напрямом магістр аудіовізуального мистецтва та виробництва. З 2021 року у цьому ж ВУЗі викладає дисципліну "тележурналістика".